# Gongmin di Goryeo
Gongmin (공민왕?, 恭愍王?; 23 maggio 1330 – Gaegyeong, 27 ottobre 1374) è stato il trentunesimo re di Goryeo, sul quale regnò dal 1351 fino alla sua morte. Il suo nome mongolo era Bayan Temür (ᠪᠠᠢᠠᠨᠲᠥᠮᠥᠷ).

## Biografia

### Primi anni
Nel 1341, Gongmin fu inviato presso la corte della dinastia Yuan, dove trascorse molti anni della sua vita. Goryeo, infatti, era diventato, in seguito alle invasioni mongole del secolo precedente, un protettorato degli Yuan, e, durante il regno di re Chungnyeol, i sovrani coreani iniziarono a sposare principesse mongole e ad essere inviati alla corte Yuan come ostaggi a tutti gli effetti. Anche Gongmin sposò una principessa mongola, che sarebbe diventata la regina Noguk. La dinastia Yuan iniziò a crollare a metà del XIV secolo, venendo rimpiazzata dalla dinastia Ming nel 1368.

### Regno e morte
Con la disintegrazione di Yuan, Gongmin iniziò a riformare il governo di Goryeo, rimuovendo dalle loro posizioni tutti i nobili e i funzionari militari pro-mongoli. Questi si riunirono in una fazione che cercò di deporre il re: l'alto ufficiale Jo Il-shin tentò anche di assumere il controllo del governo, ma fu fermato dal generale Choe Yeong. Nel 1356, l'esercito di Goryeo partì per riconquistare Ssangseong (쌍성총관부?, 雙城摠管府?) e la prefettura di Dongnyeong (동녕부?, 東寧府?), annesse dai mongoli tra il 1250 e il 1270: la manovra militare riuscì grazie alla diserzione di Yi Ja-chun, un funzionario coreano minore al servizio dei mongoli a Ssaeseong, e di suo figlio, il generale Yi Seong-gye. Quest'ultimo, inoltre, insieme al generale Ji Yongsu, condusse una campagna militare a Liaoyang.
Un'altra questione che Gongmin cercò di affrontare fu quella dei possedimenti terrieri: il sistema delle concessioni favoriva i mongoli e una manciata di nobili, che possedevano la maggior parte dei campi agricoli, coltivati da mezzadri e servi. La riforma di Gongmin incontrò l'opposizione dei funzionari che avrebbero dovuto attuarla, poiché loro stessi erano proprietari terrieri. I burocrati di Goryeo non perdonarono mai i suoi tentativi di riforma. Interpretarono la decisione di tagliare i legami con Yuan a favore dei Ming come una minaccia diretta al loro status, e temettero ulteriori tentativi riformatori. La fazione pro-mongoli combatté per proteggere la propria posizione e sperò di riallacciare i legami con coloro che per primi li avevano aiutati a ottenere e mantenere la loro ricchezza.
Sul piano militare, Gongmin chiamò Choe Yeong, Yi Seong-gye e altri generali a combattere contro i pirati giapponesi che razziavano il territorio e i Turbanti Rossi che avevano conquistato Kaesŏng.
Durante il regno di Gongmin, un diplomatico di Goryeo, Mun Ik-jeom, riuscì a contrabbandare semi di cotone dalla Cina, introducendoli per la prima volta nella penisola coreana.
Nonostante la relazione con la regina Noguk fosse molto intima, per anni non riuscirono a concepire un erede, ma il re ignorò i suggerimenti di prendere una seconda moglie e aspettò. Ebbe intanto delle relazioni pederastiche con vari catamiti di corte, cinque dei quali figurarono negli annali: Hong Yun, Han An, Kwon Chin, Hong Kwan e No Son. Quindici anni dopo il matrimonio, la regina Noguk restò incinta: tuttavia, ella perì nel 1365 in seguito alle complicazioni dovute al parto, durante il quale morì anche il bambino. La sua morte portò Gongmin alla depressione e all'instabilità mentale. Diventato indifferente alla politica, affidò gli impegni di stato a Pyeonjo, un monaco buddhista figlio di una principessa e di uno schiavo. Giudicandolo intelligente, Gongmin gli cambiò nome in Shin Don. Godendo della piena fiducia del sovrano, Shin Don cercò di riformare la società, ma dopo sette anni perse la sua posizione e Gongmin lo fece giustiziare nel 1371.
Nel 1374, fu ucciso nel sonno da Choe Man-saeng e dalla guardia del corpo Hong Ryun. Quest'ultimo aveva una relazione con una delle concubine di Gongmin, fatto che provocò la rabbia del re, pertanto Hong Ryun lo assassinò prima che potesse prendere provvedimenti contro di lui. La guida del governo fu assunta dall'alto funzionario Yi In-im, che pose sul trono l'undicenne Re U.

### Gongmin artista

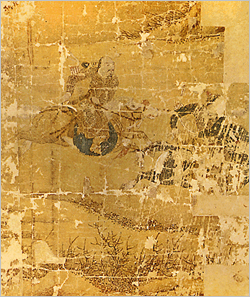
Dipinto di una battuta di caccia sulle montagne del Cielo.

Re Gongmin era noto anche per le sue doti artistiche e le opere di calligrafia, ed è considerato uno dei migliori artisti del periodo Goryeo. Alcune sue opere sono:
- "Dipinto di una battuta di caccia sulle montagne del Cielo" (천산대렵도?, 天山大獵圖?, CheonsandaeryeopdoLR)
- "Dipinto di due pecore" (이양도?, 二羊圖?, I-yangdoLR)
- "Ritratto della principessa Noguk" (노국대장공주진?, 魯國大長公主真?, Noguk daejang gongju jinLR)
- "Ritratto di Yeom Je-shin" (염제신상?, 廉悌臣象?, Yeom Je-shin SangLR), anni 1370
- "Ritratto di Son Hong-ryang" (손홍량상?, 孫洪亮象?, Son Hong-ryang sangLR)
- "Ritratto di Śākyamuni che lascia la montagna" (석가출산상?, 釋迦出山像?, SeokgachulsansangLR)
- "Paesaggio del Palazzo Epang" (아방궁도?, 阿房宮圖?, AbanggungdoLR)
- "Paesaggio di Hyeonreung" (현릉산수도?, 玄陵山水圖?, HyeonreungsansudoLR)
- "Ritratto di Bodhidharma che attraversa un fiume con un ramo rotto" (달마절로도강도?, 達磨折蘆渡江圖?, DalmajeollodogangdoLR)
- Dongjabohyeon-yug-abaeksang do (동자보현육아백상도?, 童子普賢六牙白象圖?)

## Famiglia
- Padre: Chungsuk di Goryeo

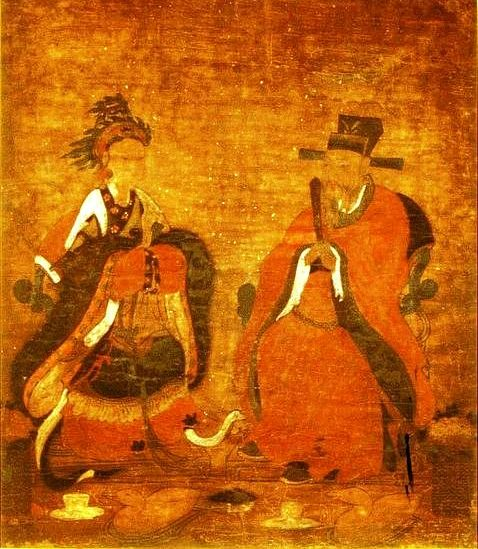
Gongmin con la moglie, la regina Noguk.

- Madre: Gongwon del bon-gwan Hong di Namyang (18 luglio 1298–gennaio 1380). Seconda figlia di Hong Gyu, sorella minore della dama Sunhwa, consorte Won, una delle concubine di re Chungseon (predecessore di Chungsuk).
- Consorti e rispettiva prole:

1. Borjigin Budashiri, la principessa Noguk nota, dopo la morte, come regina Indeok (?-16 febbraio 1365). Figlia di Bayr Temür e discendente di Kublai Khan. Nipote della principessa Joguk, seconda moglie Yuan di re Chungsuk. Sposò Gongmin nel 1349. Nessuna prole, morta di parto.
2. Consorte Hye del bon-gwan Lee di Gyeongju (?-3 febbraio 1408). Figlia di Lee Je-hyeon e della dama Suchonguk del bon-gwan Park. Sposò Gongmin il 24 aprile 1359. Fu cacciata da palazzo insieme alla consorte Shin e alla consorte Jeong poiché sospettate di avere una relazione intima con due guardie del corpo del re, Han Ahn e Hong Ryun. Nota anche come Dama Hyehwa, nome postumo datole da Taejong di Joseon alla sua morte. Nessuna prole.
3. Consorte Yik del bon-gwan Han, originariamente del bon-gwan Wang di Kaesŏng (date sconosciute). Figlia adottiva del principe Wang Ui.
  1. Dama Hong (?-1376). Figlia di Hong Ryun.
4. Consorte Shin del bon-gwan Yeom di Seoheung (date sconosciute). Figlia maggiore di Yeom Je-shin. Fu cacciata da palazzo insieme alla consorte Hye e alla consorte Jeong poiché sospettate di avere una relazione intima con due guardie del corpo del re, Han Ahn e Hong Ryun. Le fu riassegnato il suo titolo dopo la morte. Nessuna prole.
5. Consorte Jeong del bon-gwan Ahn di Jukju (?-1428). Figlia di Ahn Geuk-in, il principe Jeukseong. Zia della consorte Hyeon, una delle concubine di U, figlia di suo fratello minore, Ahn Seuk-ro. Fu cacciata da palazzo insieme alla consorte Shin e alla consorte Hye poiché sospettate di avere una relazione intima con due guardie del corpo del re, Han Ahn e Hong Ryun. Nota come regina madre Jeongsuk durante i regni di U e Chang di Goryeo; nota anche come Dama Uihwa, nome postumo datole da Sejong il Grande alla sua morte. Nessuna prole.
6. Dama di palazzo del bon-gwan Han (date sconosciute). Nessuna prole.
7. Han Ban-ya (?-marzo 1376). Cameriera di Shin Don.
  1. Monino

## Rappresentazioni nei media
Gongmin di Goryeo, al cinema e in televisione, è stato interpretato dai seguenti attori:
- Im Hyuk in Gaeguk (1983)
- Jeong Bo-seok in Shin Don (2005-2006)
- Joo Jin-mo in Ssanghwajeom (2008)
- Ryu Deok-hwan in Sin-ui (2012)
- Ryu Tae-joon in Daepungsu (2012–2013)